# El afilador de cuchillos
El afilador de cuchillos es un cuadro cubo-futurista pintado entre 1912 y 1913 por el artista ruso Kazimir Malévich. Presenta por un lado  la fragmentación de las formas, asociada al futurismo, y por el otro, la geometría abstracta, propia del cubismo. Desde 2014 pertenece a la Galería de Arte de la Universidad de Yale, en Estados Unidos.